# Mari Lang

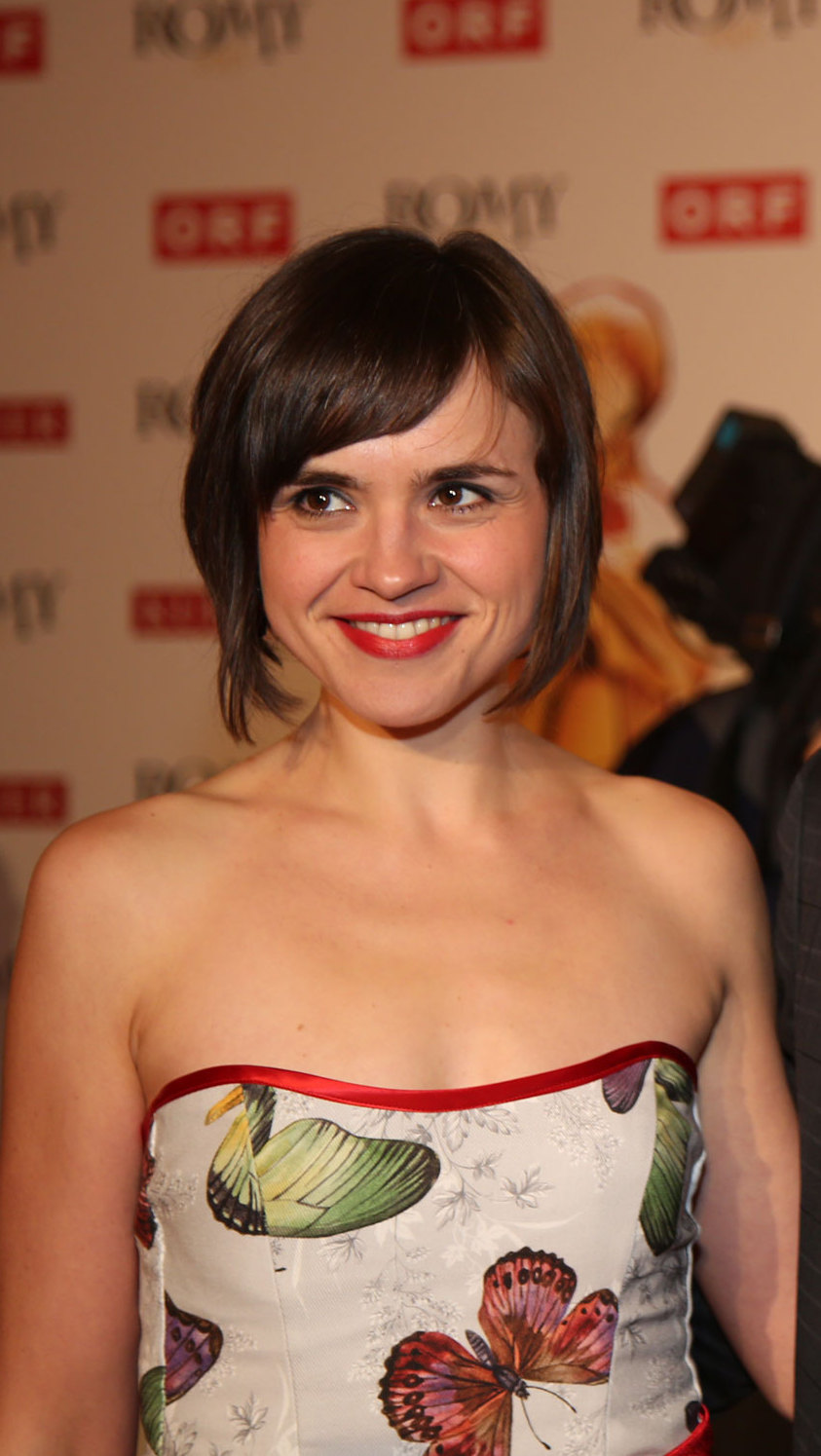
Mari Lang bei der Romyverleihung 2015

Mari Lang, eigentlich Marianne Lang (* 1980 in Eisenstadt) ist eine österreichische Moderatorin und Journalistin.

## Leben
Mari Lang wuchs in Bruck an der Leitha auf. Nach der Matura studierte sie Publizistik und Kommunikationswissenschaft in Wien und schloss 2005 mit der Diplomarbeit Arbeitsbedingungen und Motivationen von Kriegsberichterstatterinnen ab.
Ab 2001 arbeitete Lang beim Jugendkulturradiosender FM4 als Redakteurin und Moderatorin. Sie beschäftigt sich vor allem mit den Themen Sozialpolitik, nachhaltiges Leben, Sport und Literatur. Außerdem moderiert sie die Sendungen Connected, Homebase und Soundpark. Weiterhin leitet sie die FM4-Draußen-Redaktion, die Trend- und Extremsportarten aufgreift.
2009 arbeitete sie im Rahmen eines Arbeitsstipendiums drei Monate beim Radiosender MR1-Kossuth Radio in Budapest als Redakteurin und war für den ORF Korrespondentin auf Zeit. 2010 half sie im SOS-Kinderdorf in Dharamsala in Nordindien die Radiostation Tashi Delekfm FM aufzubauen.
Reportagen von Lang wurden in den Ö1-Sendungen Diagonal und Journal Panorama ausgestrahlt. Sie moderierte Veranstaltungen, so z. B. das FM4-Geburtstagsfest, das Linz Fest, die Buch Wien und das Solar Architecture I-vent auf der Bühne.
Im Jahr 2011 moderierte sie auf ORF eins contra | der talk, von Oktober 2012 bis Mai 2013 das Reportageformat Mein Leben – Die Reportage mit Mari Lang. Hier begleitete Lang einzelne Personen jeweils mehrere Tage in ihrem Alltag.
Von Jänner 2015 bis Dezember 2022 präsentierte sie die ORF-Sportnachrichtensendung Sport aktuell.
Seit Oktober 2020 betreibt Lang den Podcast "Frauenfragen", in dem sie prominente Männer zunächst mit Fragen konfrontiert, die prominenten Frauen "auf dem roten Teppich" gestellt werden, und anschließend feministische Grundsätze vor dem Hintergrund der jeweiligen Lebensführung ihrer Gesprächspartner diskutiert.
2015 übte der ORF-Ethikrat Kritik an den SPÖ-Parteiveranstaltungsauftritten der ORF-Journalistin. Dies sei grundsätzlich unvereinbar mit dem ORF-Gesetz, den Programmrichtlinien des ORF und dem Verhaltenskodex.

## Publikationen
- Frauenfragen. Männer antworten. Leykam, Graz 2021, ISBN 978-3-7011-8196-4.